# دانشگاه فیلیپس
دانشگاه فیلیپس یک مؤسسه آموزش عالی خصوصی و مختلط بود که از سال ۱۹۰۶ تا ۱۹۹۸ در انید، اوکلاهاما، ایالات متحده فعالیت داشت. این مؤسسه به کلیسای مسیحی (شاگردان مسیح) وابسته بود و شامل یک کالج کارشناسی و یک مدرسه علوم دینی بود. این دانشگاه همچنین محل استقرار ارکستر سمفونیک Enid-Phillips بود و پردیس آن به‌طور منظم میزبان رویدادهایی برای جشنواره موسیقی ایالتی بود.
این مدرسه که در ابتدا دانشگاه مسیحی اوکلاهما نام داشت، توسط الی وان زولارز در ۹ اکتبر ۱۹۰۶ تأسیس شد. بازرگانان منطقه ۱۵۰۰۰۰ دلار جمع‌آوری کردند و ۴۰-جریب-فرنگی (۱۶۰٬۰۰۰-متر-مربع) خریدند. کمیته‌ای شامل ادموند فرانتز (پریشبیتری)، فرانک همیلتون (برادران متحد، مرید)، آل لوون (یهودی)، جی ام پیرات (شاگرد) و اورت پرسل (پریسبیتریان) مؤسسان و گردانندگان اولیهٔ این مدرسه دینی بودند. پس از مرگ فیلیپس در سال ۱۹۱۲، نام دانشگاه به افتخار وی تغییر یافت. در طول جنگ جهانی دوم، سازندگان کشتی Permanente یک کشتی پیروزی به نام دانشگاه SS Phillips Victory (VC2-S-AP2، MC Hull Number 758) ساختند.